# حسان حلاق
حسَّان علي حلَّاق (1946 - 15أيار/مايو 2023) هو كاتب وأكاديمي لبناني وُلد ببيروت بمنطقة الطريق الجديدة، حصل على دبلوم عال في الدراسات الإسلامية ثم ماجستير في التاريخ عام 1977، وبعدها حصل على الدكتوراه من جامعة الإسكندرية عام 1981، ألّف حلاق عدة مؤلفات وقد ترجم عديد منها إلى الألمانية والإنجليزية. وهو عضو في اتحاد الكتاب اللبنانيين. وحائز على جائزة جامعة الإسكندرية التقديرية عام 2007. متزوج وله ولدان وثلاث بنات.

## مؤلفاته
ألّف حلاق أكثر من خمسين مؤلفاً في مواضيع تاريخية وإسلامية، ومن أشهرها:
- دور اليهود والقوى الدولية في خلع السلطان عبد الحميد الثاني عن العرش 1908 – 1909.
- تعريب النقود والدواوين في العصر الأموي.[7]
- دراسات في تاريخ لبنان المعاصر 1913 – 1952.
- بيروت المحروسة في العهد العثماني.
- تاريخ الشعوب الإسلامية.
- موقف الدولة العثمانية من الحركة الصهيونية، 1978م.
- المعجم الجامع في المصطلحات الأيوبية والمملوكية والعثمانية ذات الأصول العربية والفارسية والتركية، بالتعاون مع عباس صباغ، صدر عن دار العلم للملايين في بيروت سنة 1999م.[8]

## مناصبه
- عضو اتحاد المؤرخين العرب.
- أستاذ التاريخ بجامعة بيروت العربية.
- أستاذ التاريخ بالجامعة اللبنانية سابقاً.
- عضو اللجنة الوطنية اللبنانية لليونسكو عام 2003.
- عضو لجنة البحث العلمي في جامعة بيروت العربية منذ 2012.
- نائب رئيس جمعية البر والإحسان.
- نائب رئيس مجلس أمناء جامعة الإمام الأوزاعي الإسلامية.

## معرض الصور

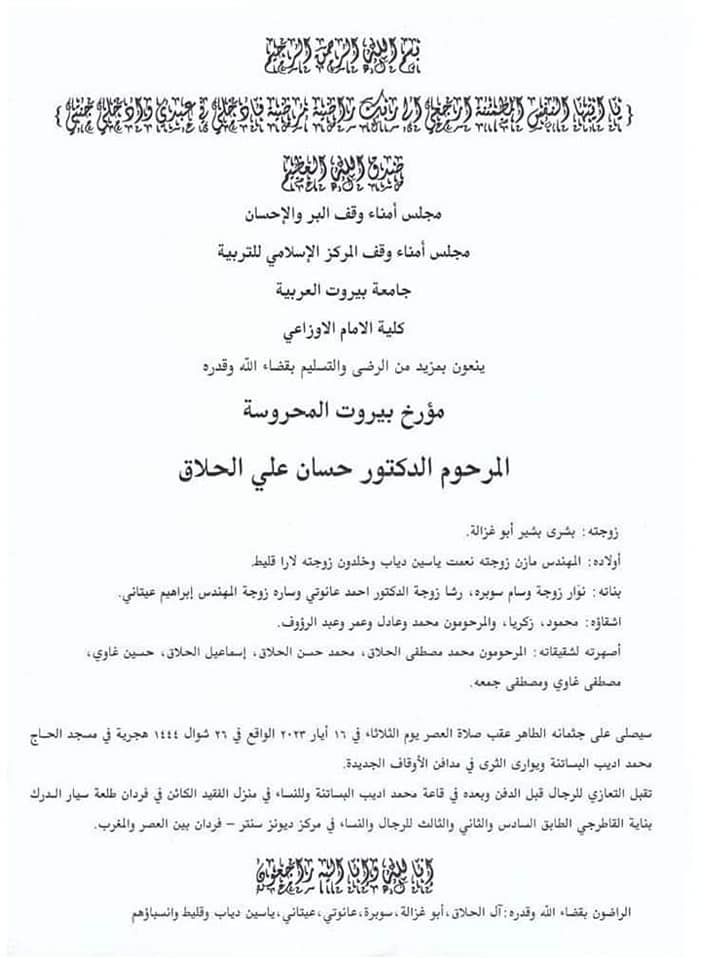
ورقة نعي حسان حلاق

## روابط خارجية
- حسان حلاق منشورات مفهرسة من قبل جوجل سكولار
- حسان حلاق على موقع أرشيف الشارخ.